# Triclistus facialis
Triclistus facialis là một loài tò vò trong họ Ichneumonidae.